# Mounia Gasmi
Mounia Gasmi, född 2 maj 1990, är en algerisk paraidrottare som främst tävlar i kastgrenar i klassificeringen F32.

## Karriär
Gasmi tävlade för Algeriet vid paralympiska sommarspelen 2012 i London i både kulstötning (F32-34) och klubbkastning (F31/32/51). Hon tog silver i klubbkastningen med ett kast på 22,51 meter samt slutade på sjunde plats i kulstötningen. 
Vid paralympiska sommarspelen 2016 i Rio de Janeiro tog hon silver i klubbkastning (F31/32) och slutade på fjärde plats i kulstötning (F32). Vid paralympiska sommarspelen 2020 i Tokyo tog Gasmi brons i klubbkastning (F32) och slutade på sjätte plats i kulstötning (F32).
Hon har även tävlat vid para-VM fem gånger och tagit ett guld, fyra silver samt ett brons.